# 板橋駿谷
板橋 駿谷（いたばし しゅんや、1984年7月1日 - ）は、日本の俳優、ラッパー。
福島県須賀川市出身。日本大学芸術学部演劇学科卒業。演劇集団さんぴんメンバー。Coccinelle Entertainment所属

## 経歴

### 俳優活動
日本大学芸術学部演劇学科在学中の2004年に沼袋の小劇場で初舞台に立ち、同学科所属の田川啓介、高縁貴彦、澤田慎司らとともに2005年1月に劇団掘出者を結成して俳優として活動する。2008年に大学を卒業。
劇団の作風の変化に伴い、大学の2学年下の後輩でもある三浦直之からの誘いに応じ、三浦が主宰の劇団ロロに2009年の旗揚げより参加して2010年に正式団員となる。以後、ロロの中心的俳優として活動する。2009年の舞台『旅がはてしない』（ひょっとこ乱舞）以降数々の作品に客演し、同年の舞台『はちみつ』（こゆび侍）により2009年度佐藤佐吉賞にて最優秀助演男優賞を受賞。2015年3月には北尾亘（Baobab）、永島敬三（柿喰う客）、福原冠（範宙遊泳）とともに同世代の俳優・ダンサー4名で演劇集団「さんぴん」を旗揚げし公演を行う。
映画では、奥田庸介監督の自主制作映画『青春墓場』3部作で初めて映画に出演し、第2作『青春墓場〜問答無用〜』と第3作『青春墓場〜明日と一緒に歩くのだ〜』に主演。後者はゆうばり国際ファンタスティック映画祭2010のファンタスティック・オフシアター・コンペティション部門にてグランプリを受賞し、劇場公開ならびに海外映画祭に出品される。2012年には念願だった入江悠監督の『SR サイタマノラッパー』シリーズの第3作『SRサイタマノラッパー ロードサイドの逃亡者』に出演、その後も『日々ロック』（2014年）など入江監督作品に多く出演する。2016年には奥田監督の『クズとブスとゲス』に主演し注目を集める。
2017年には日本の観光スポットや特産品の紹介を目的とした福島中央テレビ制作の連続ドラマ『絶景探偵。』シリーズに主演。国内に加え、タイではタイ語吹き替えで、台湾では中国語（繁体字）の字幕つきで放送される。かねてより出演舞台を見て注目していたという演出の田中正からのオファーにより2019年度前期放送のNHK連続テレビ小説『なつぞら』に門倉努役で出演し、朝ドラに初出演。34歳で高校生役を演じて、濃すぎるキャラクターにより話題を呼ぶ。
2025年1月、旗揚げ以来参加してきた劇団ロロからの退団を発表。

### 音楽活動
餓鬼レンジャーに憧れて、中学3年で作詞を始め、高校1年の時に3人グループで初めてステージに立つ。「将来は役者になりたい」と決めていたことから、「2足のワラジじゃどっちも中途半端になる」とラップは趣味と位置づける。
高校1年生の5月にラッパーとしてデビュー。
ラッパー役で出演した映画『SRサイタマノラッパー ロードサイドの逃亡者』（2012年）をきっかけに、TOKYO NO.1 SOUL SETのBIKKEとTAICHI MASTERのサウンドプロデュースによる6人組ヒップホップユニット「HELクライム」を結成して「HELベロス」のステージネームで活動し、2014年7月にアルバムをリリース。2016年にはポチョムキン、BIKKEらによる7人組ヒップホップ集団「チョームー一族」に参加する。
2018年には杉原邦生演出の舞台『オイディプスREXXX』にて作詞・ラップ指導を担当し、2018年度第26回読売演劇大賞にて優秀スタッフ賞を受賞する。

## 人物
- 血液型：A型
- 身長：178cm
- B:108 W:85 H:95 S:28
- 特技：ラップ、筋トレ、空手、バイク運転(またがる程度)、乗馬、殺陣
- 舞台役者による落語一門「夏葉亭」に所属し、「夏葉亭鳥兜」として高座に上る[18][26]。
- 映画監督の奥田庸介は中学高校時代の2学年下の後輩で、ともに柔道部に所属していた[12]。奥田から「器用になんでもやれる奴なんて俺は興味ないです」「できることを一生懸命やってる奴と一緒に映画をやりたい」と言われたことを契機に「じゃあ俺、筋肉のばしてやらぁ!」と筋力トレーニングに励み、「小劇場界の照英」「ゴリラな顔した筋肉バカ一代」などの異名を持つキャラクターを作り上げた[10]。
- 秀明高等学校では生徒会長をし、卒業式で総代も務めた[27]。
- プロレスラーの太嘉文は母校である秀明中学校・秀明高等学校の後輩である
- 日本大学芸術学部在学中は日芸ラグビー部に所属（日本大学ラグビー部とは異なる）。
- 実家は福島県の建設会社だったが2007年に倒産。
- かつてゲイバーの店員として働いていたことがある。ゲイバーで働いた理由について、人と会話するのが苦手だったため、そこで会話の勉強をするのと、社会経験でいろんな役が来た時にできるようになるのも込みで働いていたという[28]。
- 2023年(令和5年)9月1日 福島県須賀川市観光牡丹大使 就任

## 出演

### 舞台（出演）

#### 掘出者公演
- あんたあいつの何なのさ!（2005年）
- 田舎にとまろう!そして、死のう!（2005年）
- 永遠のようで、一瞬のような（2006年）
- ぶち上（2007年）
- お父さんといっしょ（2007年）
- チカクニイテトオク（2008年）
- ハート（2008年）
- 誰（2009年）

#### ロロ公演
- 家族のこと、その他たくさんのこと（2009年）
- LOVE02（2012年）
- いつだって可笑しいほど誰もが誰か愛し愛されて第三小学校（2012年）
- 朝日を抱きしめてトゥナイト（2014年）
- ロミオとジュリエットのこどもたち（2014年）
- ハンサムな大悟（2015年）
- あなたがいなかった頃の物語と、いなくなってからの物語（2016年）
- マジカル肉じゃがファミリーツアー（2018年）
- いつだって可笑しいほど誰もが誰か愛し愛されて第三高等学校 vol.5「いつだって窓際でぼくたち」（2018年）
- はなればなれたち（2019年）

#### さんぴん公演
- NEW HERO 〜仙台、道の上より〜（2016年）
- NEW HERO 〜突撃!隣のプレシャスご飯、デリシャス（2018年）
- ALL TIME HERO’S 〜東西南北プチョヘンザッ!!〜 (2022年)

#### その他公演
- 千×攻抗バキューン『冬のセンバキュ甲子園』（2004年）
- 劇団36481『ミッドサマーイブ』（2005年）
- JerryBeans『JerryBeans』（2006年）
- ひょっとこ乱舞『旅がはてしない』（2009年）
- こゆび侍『はちみつ』（2009年）
- 快快『インコは黒猫を探す』（2010年）
- ひょっとこ乱舞『ブリキの町で彼女は海を見つけられたか』(2010年）
- 芸劇eyes番外編『20年安泰』 範宙遊泳「うさ子の家」（2011年）
- パルコプロデュース 柿喰う客『露出狂』（2012年）
- 阿呆の鼻毛で蜻蛉をつなぐ（2012年）
- 大ナカゴー『評価』（2012年）
- ゴーチ・ブラザーズプロデュース公演『飛龍伝』（2013年）
- ぬるい毒（2013年）
- 柿喰う客『ながぐつをはいたねこ』（2013年）
- 一人芝居『俺の歴史』(2014年)
- NODA・MAP第19回公演『エッグ』（2015年）
- 柿喰う客『フランダースの負け犬』（2016年）
- 光の光の光の愛の光の（2016年）
- ナカゴー特別劇場『ベネディクトたち』（2016年）
- KAAT×サンプル『グッド・デス・バイブレーション考』（2018年）
- 東葛スポーツ本公演『カニ工船』（2018年）
- 明るい夜に出かけて（2023年） - 永川正光 役[29]
- ジャズ大名（2023年12月9日 - 24日、KAAT神奈川芸術劇場 ホール / 2024年1月 兵庫・愛知・大阪）
- 最高の家出（2024年)  - 芦川背中 役[30]

### 映画
- 青春墓場〜明日と一緒に歩くのだ〜（2010年、奥田庸介監督） - 主演
- 東京プレイボーイクラブ（2012年、奥田庸介監督）
- SRサイタマノラッパー ロードサイドの逃亡者（2012年、入江悠監督） - 極悪鳥・MC海原 役[10]
- ダンスナンバー 時をかける少女（2013年、三浦直之監督）
- 鉄馬と風（2014年、浅沼直也監督）
- クローズEXPLODE（2014年、豊田利晃監督）
- 渇き。（2014年、中島哲也監督）
- 日々ロック（2014年、入江悠監督）
- バンクーバーの朝日（石井裕也監督、2014年）
- マエストロ!（2015年、小林聖太郎監督）
- ジョーカー・ゲーム（2015年、入江悠監督）
- ソレダケ / that’s it（2015年、石井岳龍監督）
- クズとブスとゲス（奥田庸介監督、2016年） - 主演・リーゼントの男 役
- MARS〜ただ、君を愛してる〜（2016年、耶雲哉治監督）
- 超高速!参勤交代 リターンズ（2016年、本木克英監督） - 木村 役
- ぐちゃぐちゃ（2017年、山岸綾監督） - 徳永 役
- くも漫。（2017年、小林稔昌監督） - 石毛医師 役
- 美しい星（2017年、吉田大八監督） - 茂木潤 役
- 22年目の告白 -私が殺人犯です-（入江悠監督、2017年） - 戸倉潤 役
- 武曲 MUKOKU（2017年、熊切和嘉監督） - 中瀬 役
- おじいちゃん、死んじゃったって。（2017年、森ガキ侑大監督） - 居酒屋店員 役
- シネマ歌舞伎 東海道中膝栗毛 歌舞伎座捕物帖（2018年、市川猿之助演出） - ナレーション
- ギャングース（2018年、入江悠監督） - 江藤紘平 役
- 宮本から君へ（2019年、真利子哲也監督） - 重松 役
- 歩けない僕らは（2019年、佐藤快磨監督） - リーダー・田口 役
- 祭りの後は祭りの前（2020年3月6日公開、塚本連平監督） - 魔人 役
- 泣く子はいねぇが（2020年11月20日公開、佐藤快磨監督）
- ライアー×ライアー（2021年2月19日、耶雲哉治監督） - 川西純太 役
- サマーフィルムにのって（2021年8月6日、松本壮史監督） - ダディボーイ 役
- かぐや様は告らせたい〜天才たちの恋愛頭脳戦〜ファイナル（2021年8月20日、河合勇人監督） - 風野 役
- マイスモールランド（2022年5月6日、川和田恵真監督）
- 異動辞令は音楽隊!（2022年8月26日、内田英治監督） - 国沢正志 役[31][32]
- 笑いのカイブツ（2024年1月5日、滝本憲吾監督） - 水木（ベーコンズ） 役[33]
- MIRRORLIAR FILMS Season6『男と鳥』（2024年12月13日、浅野忠信監督）[34]
- みんな、おしゃべり!（2025年11月下旬公開予定、河合健監督）[35]

### テレビドラマ
- クローバー（2012年、テレビ東京） - 大城 役
- ネオ・ウルトラQ（2013年、WOWOW）
- 天魔さんがゆく（2013年、TBS）
- REPLAY & DESTROY（2015年、毎日放送）
- 連続テレビ小説（NHK総合）
  - とと姉ちゃん（2016年） - あなたの暮し出版入社最終試験参加者 役
  - なつぞら（2019年） - 門倉努 役
    - なつぞらSP 秋の大収穫祭「十勝男児、愛を叫ぶ!」（2019年、NHK BSプレミアム）

  - あんぱん（2025年） - 古参兵 馬場力 役
- 闇金ウシジマくん（毎日放送、2017年） - カズヤ 役
- 道子とキライちゃんの相談室（2017年、フジテレビ、『嫌われる勇気』スピンオフドラマ）
- もしもドラマ がんこちゃんは大学生 第2話（2017年、NHK総合）
- 絶景探偵。（2017年、福島中央テレビ） - 主演・本村洋介 役[13]
  - 絶景探偵。第2シーズン（福島中央テレビ、2017年）
  - 絶景探偵。の休日（2019年、福島中央テレビ）
  - 絶景探偵。SP（2019年、福島中央テレビ）
- SRサイタマノラッパー〜マイクの細道〜（2017年、テレビ東京）
- ワカコ酒 Season3 第5話（2017年5月5日、テレビ東京）
- デリバリーお姉さんNEO（テレビ神奈川、2017年） - 店長 役
- マグマイザー（BSスカパー、2017年） - 朧 役
- ゆとりですがなにか 純米吟醸純情編（2017年7月2日・9日、日本テレビ）
- 宮本から君へ 第6話・第7話（2018年、テレビ東京） - 重松 役
- やれたかも委員会 #06「映画編」（2018年6月4日、毎日放送） - Tシャツ屋店長 役
- 満島ひかり×江戸川乱歩「算盤が恋を語る話」（2018年、NHK BSプレミアム）
- 新しい王様 Season2（2019年、TBS）
- 坂の途中の家 第5話（2019年、WOWOW）
- ラジエーションハウス〜放射線科の診断レポート〜 第8話（2019年5月27日、フジテレビ系） - 若井祐一 役[36]
- 左ききのエレン（2019年10月21日 - 12月23日、毎日放送/TBS） - 佐久間威風 役
- 時効警察はじめました 第四話（2019年11月8日、テレビ朝日） - 岸田 役
- 課長バカ一代（2020年1月12日 - 、BS12 トゥエルビ） - 林田一郎 役
- ハムラアキラ〜世界で最も不運な探偵〜（2020年1月24日 - 3月6日、NHK総合） - 柴田要 役
- 正しいロックバンドの作り方 第9話 (2020年6月15日、日本テレビ)   - キヨヒコ 役
- 家政夫のミタゾノ第4シリーズ第4話（2020年6月26日、テレビ朝日） - 坂下祐二 役
- 大河ドラマ「青天を衝け」（2021年、NHK総合） - 真田範之助 役[37][38]
- ドラマW あんのリリック-桜木杏、俳句はじめてみました- 前後編（2月27日・3月6日、WOWOW） - ハゲボウズ 役
- あなたのそばで明日が笑う（2021年3月6日、NHK） - マサ 役
- 青きヴァンパイアの悩み 第5話・6話（2021年3月8日・15日、TOKYO MX） - 花輪麟太郎 役
- 大豆田とわ子と三人の元夫 第5話（2021年5月11日、TBS）- 整体師 役
- ネメシス 第6話 - 最終話（2021年5月16日 - 6月13日、日本テレビ） - 志葉雄平 役
- まったり!赤胴鈴之助 第5話（2022年2月5日、テレビ大阪） - 警官 役
- WOWOWオリジナルドラマ ダブル（2022年6月4日 - 8月6日、WOWOW） - 水野英雄 役[39]
- 連続ドラマW 鵜頭川村事件（2022年8月28日 - 10月2日、WOWOW）[40] -  矢萩大助 役
- それってパクリじゃないですか? 第5話（2023年5月10日、日本テレビ） - 窪地政宗 役
- 連続ドラマW フェンス（2023年3月19日〜4月16日、WOWOW） - 沢田和行 役
- 板橋駿谷の須賀川物語 (2023年12月9日、12月16日、福島中央テレビ) - 主演・板橋駿谷 (本人) 役
- ケの日のケケケ（2024年3月26日、NHK総合・BSプレミアム4K） - 樋口龍 役[41][42]
- 日本一の最低男 ※私の家族はニセモノだった 第5話（2025年2月6日、フジテレビ） - 藤田 役

### 配信ドラマ
- FOLLOWERS（2020年2月27日、Netflix）
- ヤコ、ショウがクセになる。 第2話 - 最終話（2022年2月18日 - 3月25日、Paravi）- 菊池章吾 役[43]
- ショート・プログラム「交差点前」（2022年3月1日、Amazon Prime Video）[44]
- グレーゾーン・アイランド（2022年8月1日 - 9月5日、YouTube Originals） -安良城藤一郎 役
- 恋愛バトルロワイヤル（2024年8月29日、Netflix）[45]
- 警視庁麻薬取締課 MOGURA（2025年1月9日 - 2月13日、ABEMA） -安堂誠の秘書 役[46]

### 教育番組
- 漂流兄妹〜理科の知識で大脱出!?〜（2021年10月25日 - 、NHK Eテレ） - 兄・しゅんや 役

### CM
- 笹塚ボウル Episode1「カーブ編」
- 日本ハム ｢桜姫｣篇
- テレビ朝日 「Microsoft Surface×ビジネスにも絶対負けられない戦いがある」
- 日清食品 カップヌードル ｢バカッコイイ｣篇
- Game of War「WAR ANTHEM」篇
- 大塚製薬 オロナミンC「前向き！応援団」篇
- 中部電力 はじめる部
- アンデッドファクトリー ゾンビ戦略ゲーム
- ライオン NANOX
- Volkswagen Polo with beats
- Huluプロモーション
- サカイ引越センター - 桃月なしこと共演
  - 第1話「まごころパンダ、登場」篇（2019年11月1日 - ）[47]
  - 第2話「ダンボールの重みは」篇（2020年2月1日 - ）[48]
  - 第3話「ライバル、襲来」篇（2020年11月1日 - ）[49]
  - 第4話「変わらぬモノ」篇（2021年1月4日 - ）[50]
  - 「残り10 分、まごころこめて」篇（2021年4月1日 - ）[51]
  - 「マイスター」篇（2022年1月4日 - ）[52]
- 東京海上日動火災保険 トータルアシスト自動車保険
  - スピンオフ「新車」篇（ウェブ限定）
  - スピンオフ「愛車」篇（ウェブ限定）
  - 「プロの解決力」篇
  - 「信じられる」篇
  - 「いざというとき」篇

### Webアニメ
- ホクレンアニメーション「from North Field_ episode1」（2020年） 保田樹 役（声）[53]

### ミュージックビデオ
- イクヤゴウ「友に」（2009年）
- 東京事変「新しい文明開化」（2011年）
- AKB48「KONJO」（2014年）
- HELクライム「地獄」（2014年）
- P.O.P「Watch me」（2014年）
- 東京カランコロン「恋のマシンガン」（2014年）
- 関ジャニ∞「前向きスクリーム!」（2015年）
- 石崎ひゅーい「花瓶の花」（2016年）
- HI-KING TAKASE 「走って掴んだマイクで上げる」（2017年）
- サニーデイ・サービス「卒業」（2018年）

## 作品

### 舞台（作品）
- 池袋ウエストゲートパーク SONG&DANCE（2017年） - 作詞（柴幸男、杉原邦生、森翼、RYUICHI〈OOPARTZ〉と共同）
- オイディプスREXXX（2018年） - 作詞・ラップ指導

### 動画
- Cinema Kabuki “YJKT”（シネマ歌舞伎『東海道中膝栗毛〈やじきた〉』特別動画）（2017年、松竹） - 作詞[54]

## 受賞歴
- 2009年度佐藤佐吉賞 最優秀助演男優賞（こゆび侍『はちみつ』）[7]
- 第26回（2019年）読売演劇大賞 優秀スタッフ賞（『オイディプスREXXX』の作詞・ラップ指導）[55]